# 16 Pułk Piechoty (PSZ)
16 Pułk Piechoty (16 pp) – oddział piechoty Polskich Sił Zbrojnych w ZSRR.

## Formowanie i zmiany organizacyjne
W ramach organizacji 6 Lwowskiej Dywizji Piechoty w dniu 10 września 1941 w Tockoje rozpoczęto formowanie 2 Marszowego Pułku Piechoty. 17 września drogą losowania pułk przemianowano na 16 Pułk Piechoty. Oddział organizowany był według wojennego etatu pułku strzeleckiego Armii Czerwonej.
W dniach od 23 do 31 stycznia 1942 pułk przegrupował się do Kitab w Uzbekistanie.
Przebywał tam aż do drugiej ewakuacji Armii Polskiej w ZSRR. 25 sierpnia na statku „Kaganowicz” opuścił  Krasnowodsk kierując się do portu Pahlevi w Iranie.
W Iranie przebywał do 11 września, a następnie poprzez Kazwin i Ramadan samochodami przewieziony został do Iraku. Do Chanakin przybył 14 września. 13 października 1942 pułk został przeniesiony do Kizil Ribat. 31 października pułk został przeformowany w 16 Lwowski Batalion Strzelców.

## Żołnierze pułku
Dowódcy pułku
- por. Jan Szafer (8 IX - 12 IX 1941)
- ppłk Kazimierz Kierkowski (IX - 20 X 1941)
- ppłk Zygmunt Szafranowski (20 X 1941 - 31 X 1942)

Szef sztabu
- ppłk dypl. Marian Radwański[2]

Dowódcy batalinów
- Dowódca I batalionu - kpt. Zygmunt Kledzik[2]
- Dowódca II batalionu - kpt. Józef Śmiałowski[2]
- Dowódca III batalionu - mjr Włodzimierz Latawiec[2]